# Гассі Моран
Гассі Моран (англ. Gussie Moran; 8 вересня 1923 — 16 січня 2013) — колишня американська тенісистка.
Найвищим досягненням на турнірах Великого шолома були фінали в парному та змішаному парному розрядах.
Завершила кар'єру 1971 року.

## Фінали турнірів Великого шолома

### Парний розряд (1 поразка)
| Результат | Рік  | Турнір               | Покриття | Партнерка             | Суперниці                        | Рахунок  |
| --------- | ---- | -------------------- | -------- | --------------------- | -------------------------------- | -------- |
| Поразка   | 1949 | Вімблдонський турнір | Трава    | Патрісія Каннінґ-Тодд | Луїз Броу Марґарет Осборн Дюпонт | 6–8, 5–7 |

### Мікст (1 поразка)
| Результат | Рік  | Турнір        | Покриття | Партнер      | Суперник і суперниця   | Рахунок  |
| --------- | ---- | ------------- | -------- | ------------ | ---------------------- | -------- |
| Поразка   | 1947 | Чемпіонат США | Трава    | Панчо Сегура | Луїз Браф Джон Бромвіч | 3–6, 1–6 |